# 주한 세르비아 대사관
주한 세르비아 대사관(세르비아어: Амбасада Републике Србије у Републици Кореји / Ambasada Republike Srbije u Republici Koreji)은 대한민국 서울특별시 중구 태평로2가 150 부영태평빌딩 22층에 위치하고 있는 세르비아 대사관이다. 현직 주한 세르비아 대사는 네마냐 그르비치이다.

## 역사
유고슬라비아 사회주의 연방공화국은 1989년 12월 27일에 대한민국과의 외교 관계를 수립했다. 1990년 2월에는 대한민국 정부가 유고슬라비아 베오그라드에 주유고슬라비아 대한민국 대사관(현재의 주세르비아 대한민국 대사관)을 설립했고 1990년 3월에는 유고슬라비아 정부가 대한민국 서울에 주한 유고슬라비아 대사관을 설립했다. 하지만 1992년에 세르비아와 몬테네그로로 구성된 유고슬라비아 연방공화국이 유고슬라비아 전쟁과 관련된 국제 사회의 제재를 받게 되면서 대한민국과 유고슬라비아 정부 모두 상대방 국가에 주재하던 대사를 본국으로 소환했고 1993년 1월부터 1998년 6월까지 임시대리대사급으로 격하된 상태에서 외교 관계를 유지했다.
1998년 6월 5일에는 대한민국 정부가 IMF 구제금융 체제의 여파로 인하여 주유고슬라비아 대한민국 대사관을 폐쇄했고 주루마니아 대한민국 대사관에서 유고슬라비아 관련 업무를 겸임했다. 1999년 3월에는 유고슬라비아 정부가 코소보 전쟁의 여파에 따른 외교 관계 악화로 인하여 주한 유고슬라비아 대사관을 폐쇄했고 주일본 유고슬라비아 대사관에서 대한민국 관련 업무를 겸임했다. 그러다가 2002년 3월에 대한민국 정부가 주유고슬라비아 대한민국 대사관을 재설립했고 2004년 11월에는 세르비아 몬테네그로 정부가 대한민국 서울에 주한 세르비아 몬테네그로 대사관을 재설립했다. 2006년 6월 6일을 기해 세르비아 몬테네그로가 해체됨에 따라 세르비아 정부가 주한 세르비아 몬테네그로 대사관의 업무를 인계받았다.

## 주요 업무
주요 업무는 대한민국 정부와의 외교 교섭과 국제 협력, 경제, 통상 교섭, 양국 문화, 학술, 체육 교류 및 협력, 외교 정책 홍보, 대한민국 거주 세르비아 국민의 보호와 지도, 문서의 공증, 국적, 호적, 여권 및 사증 업무 등이다.

## 같이 보기
- 대한민국-세르비아 관계
- 주세르비아 대한민국 대사관
- 세르비아의 재외공관 목록
- 대한민국 주재 외국공관 목록